# ویگن (نام کوچک)
ویگن (به ارمنی: Վիգեն) نام کوچک مردانه رایج در میان ارمنیان می‌باشد و ممکن است به یکی از موارد زیر اشاره داشته باشد:
- ویگن بابیکیان
- ویگن چالدرانیان
- ویگن چیتچیان
- ویگن دردریان با نام هنری ویگن
- ویگن داوودی
- ویگن زینعلی
- ویگن سارگسیان
- ویگن عیسی‌خانیان
- ویگن کاراپتیان

## مرتبط
- ترانه‌شناسی ویگن